# Aliatypus
Aliatypus és un gènere d'aranyes migalomorfes de la família dels antrodiètids (Antrodiaetidae). Viu als Estats Units.

## Llista d'espècies
- Aliatypus aquilonius Coyle, 1974
- Aliatypus californicus (Banks, 1896)
- Aliatypus coylei Hedin & Carlson, 2011[2]
- Aliatypus erebus Coyle, 1974
- Aliatypus gnomus Coyle, 1974
- Aliatypus gulosus Coyle, 1974
- Aliatypus isolatus Coyle, 1974
- Aliatypus janus Coyle, 1974
- Aliatypus plutonis Coyle, 1974
- Aliatypus thompsoni Coyle, 1974
- Aliatypus torridus Coyle, 1974
- Aliatypus trophonius Coyle, 1974